# Barra Kunda

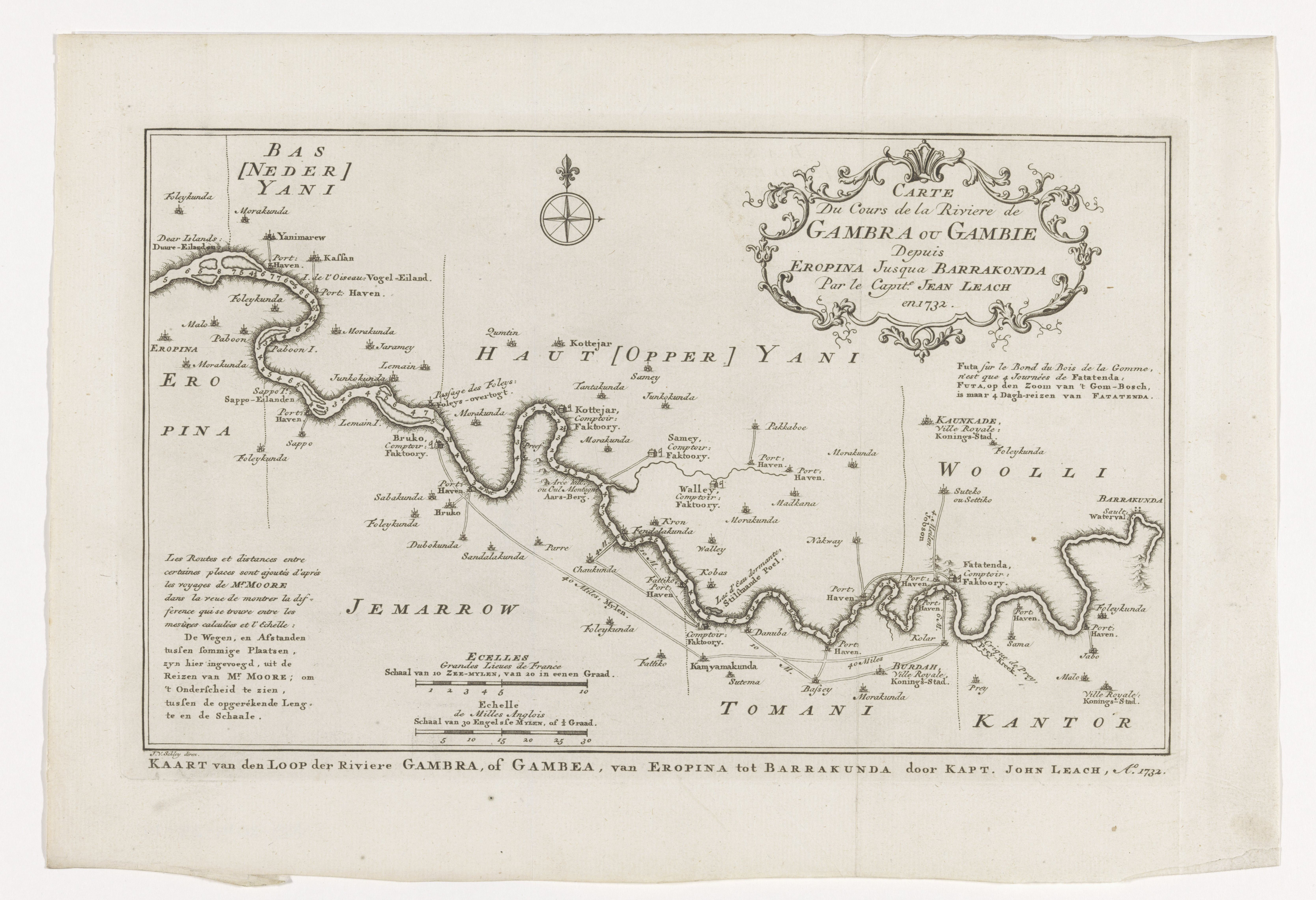
Historische Landkarte (1747)

Barra Kunda (Schreibvariante: Barrakunda, Barracunda oder französisch Barracounda) war eine kleine Siedlung auf dem Gebiet des heutigen Staat Senegal, nahe der Grenze zu Gambia. Der nächste moderne Ort ist Genoto (rund 0,5 Kilometer entfernt). Richard Jobson beschrieb im Januar 1621 den Ort als den entferntesten Punkt der europäischen Schifffahrt auf dem Gambia. Der Ort, an dem auch eine Faktorei bestand, war im frühen 18. Jahrhundert wüst gefallen.
In der Nähe befinden sich die Barrakunda-Fälle.